# Eduardo Penido
Eduardo Henrique Gomes Penido (* 23. Januar 1960 in Rio de Janeiro) ist ein ehemaliger brasilianischer Segler.

## Erfolge
Eduardo Penido nahm an den Olympischen Spielen 1980 in Moskau in der 470er Jolle teil. Gemeinsam mit Marcos Soares belegte er den ersten Platz vor Jörn Borowski und Egbert Swensson sowie Jouko Lindgren und Georg Tallberg. Sie wurden mit einer Gesamtpunktzahl von 36,4 Punkten Olympiasieger.